# 로자 파크스
로자 루이즈 매콜리 파크스(영어: Rosa Louise McCauley Parks, 1913년 2월 4일 ~ 2005년 10월 24일)는 미국의 민권 운동가이다. 이후 미국 의회에 의해 "현대 인권 운동의 어머니”라고 명명되었다.
1955년 12월 1일, 앨라배마주 몽고메리에서 백인 승객에게 자리를 양보하라는 버스 운전사의 지시를 거부하였고, 결국 이 일 때문에 경찰에 체포되었다. 이 사건은 382일 동안 계속된 몽고메리 버스 보이콧으로 이어졌고 인종 분리에 저항하는 큰 규모로 번져 나아갔다. 이때 마틴 루터 킹 목사가 여기에 참여하게 되고 결국 아프리카계 미국인의 인권과 권익을 개선하고자 하는 미국 인권 운동의 시초가 되었다.

## 어린 시절

### 교육
로자 파크스의 결혼 이전 원래 이름은 로자 루이즈 맥콜리(Rosa Louise McCauley)이고 1913년 2월 4일에 앨라배마주 터스키지에서 목수인 아버지와 교사인 어머니 사이에서 태어났다. 그녀의 부모가 갈라지게 되자 어머니와 함께 앨라배마주 몽고메리 근처의 파인 레벨로 이사를 오게 되었다. 11살이 될 때까지는 집에서 어머니에게 교육을 받았으며, 이후에 몽고메리에 있는 여자 산업 학교에서 교육을 받았다. 앨라배마주 흑인교원대학교에 입학하여 학교 선생님이 되려고 공부했으나 할머니와 어머니를 돌보기 위해 중퇴하였다.

### 미국 남부에서의 인종차별 {로자}
당시의 미국 남부에서는 인종차별 악법인, 사람을 똑같이 대하는 것이 아니라 차별하는 잘못된 법인 짐 크로우법에 의해 흑인과 백인은 거의 모든 일상생활에서 분리되어 생활하였다. 버스와 기차 같은 대중 교통수단도 마찬가지였는데, 겉으로는 나눠있지 않으나 앉는 자리를 분리하도록 강제하였다. 또한 흑인 어린이들에게는 학교버스가 아예 제공되지 않아 걸어다녀야만 했다. 흑인들은 흑인을 백인보다 못한 사람이라고 여기는 차별을 매일 겪으면서 살았던 것이다. 로자의 회고담에 따르면 "나는 매일 같이 그 버스들이 지나가는 것을 봤어요.. 그러나 내게는 우리가 선택할 수 없는 그런 인생이었고 이것은 당연하게 받아들여야만 했지요. 그 버스는 내가 세상이 검은 세상과 하얀 세상으로 나뉘어 있다는것을 실감하게 된 계기였습니다." 라고 한다.

### 로자 레이먼드 파스크와 결혼
1932년 로자는 레이먼드 파크스와 결혼하였다. 레이먼드는 전미 흑인 지위 향상 협회 (NAACP,  National Association for the Advancement of Colored People)에 참여하고 있었다. 결혼 후 여러 가지 직업을 전전하면서 생활을 꾸려 나갔으며, 그러던 중 남편의 외조로 1933년에 고등학교 교육을 마칠 수 있었다. 당시에는 약 7%의 아프리카계 미국인 만이 고등학교 이상의 학력이었다. 또한 ‘짐크로우 법’에 의해 흑인들의 정치 참여를 방해하는 여러 가지 어려움이 있었지만 3번의 도전 끝에 투표권을 등록하는데 성공하였다. 1943년 12월에 민권운동에 참여하기 시작하여 NAACP의 몽고메리 지부에 가입하였고 1957년까지 서기로 활동했다.

## 인권 운동 활동

### 버스 안의 불평등
1944년에도 흑인 운동선수 재키 로빈슨이 비슷한 사건으로 제소된 적이 있었다. 또한 10년 전에도 아이린 모건이 비슷한 사건에 연루되었지만 미국 고등법원에서 승소하였다. 이러한 승리로 인해 각 주를 연결하는 버스에서의 분리 좌석은 철폐되었다. 1955년 3월 2일, 클로뎃 콜빈은 하교길 버스에서 백인 여성에게 좌석을 양보하지 않았다고 수갑이 채워져 체포되어 버스에서 쫓겨난 사건이 일어났다. 그녀는 헌법적 권리가 침해되었다고 주장하였다.
당시 몽고메리에서는 버스 앞 네 줄은 백인 전용으로 설정되어 있었으며 흑인들은 주로 뒤쪽에 있는 흑인 전용에 앉을 수 있었다. 그런데 버스 이용 인구의 약 70%는 흑인들이었음에도 했으며 버스가 만원이 되면 백인에게 자리를 양보해야 했다. 수 년 동안 흑인 사회는 이러한 불평등에 대해 불만을 표시해 왔다.

### 몽고메리 버스 보이콧 운동
1955년 12월 1일 목요일, 몽고메리 페어 백화점에서 하루 일을 마친후 로자는 오후 6시쯤 클리블랜드 거리에서 버스를 탔다. 요금을 내고 버스 뒷편에  위치한 유색칸으로 표시된 좌석들 중 가장 첫 줄의 빈 자리에 앉았다. 버스가 정류장을 계속 지나는 동안 버스 앞편에 위치한 백인 전용칸의 좌석들이 점차 차게 되었고 엠파이어 극장 앞의 세 번째 정거장에서 몇 명의 백인들이 승차하자 마침내 만원이 되었다. 버스 운전기사인 제임스 F. 블레이크는 백인 승객들이 서 있게 되자 흑인 전용칸에 앉아있던 로자 파크스를 비롯한 네 명의 흑인들에게 일어나라고 요구하였다. 세 명의 다른 흑인들은 움직였으나 로자는 움직이지 않았다. 운전기사가 왜 일어나지 않으냐고 묻자, 로자 파크스는 "일어나야 할 이유가 없다고 보는데요."라고 대답하였다.
버스 운전기사인 블레이크는 경찰을 불러서 로자 파크스를 체포하도록 했다. 로자는 몽고메리 시 조례 6장 11절의 분리에 관한 법을 위반한 혐의로 기소되었다. 그러나 원래 그녀가 앉을 때에는 유색 칸이었으므로 혐의가 풀려 저녁때에는 풀려나올 수 있었다. 이 조례는 1900년에 제정된 것이었다.
흑인들이 이 사건을 알자 버스를 타지 않고 걸어서 출퇴근을 하였다. 그러면서 흑인 운동이 시작되었다.
그날 저녁 로자 파크스의 친구인 E.D. 닉슨은 앨라배마 주립 대학교의 조 안 로빈슨 교수에게 이 사건에 대해 문의하였다. 그리고 밤을 새워 3만 5천여 장의 버스 보이콧을 선언하는 선전물을 만들었다. 또한 여성 정치 위원회(WPC, Women's Political Council)는 이 운동을 활발히 지지하였다.
1955년 12월 4일 일요일, 몽고메리 버스 보이콧 운동에 각지의 흑인 교회가 동참한다고 발표하였다. 버스 안에서 흑인이 충분히 평등하게 존중되고 흑인 운전사가 고용되며 먼저 탄 사람이 중간 자리를 차지할 수 있을 때까지 투쟁하기로 하였다. 4일 후에 로자 파크스는 질서를 어지럽힌 행동을 한 혐의로 기소되었으며 유죄를 선고 받아 10달러의 벌금과 4달러의 법정비용을 물게 되었다. 로자는 이에 항소하여 무죄와 인종차별법에 정식으로 도전하게 되었다.
1955년 12월 5일 월요일, 성공적으로 하루 동안의 보이콧 운동을 마친 후 시온 교회에 모여 향후 전략을 논의하였다. 이 모임에서 "몽고메리 진보 협회"를 만들어 운동을 계속하기로 결정하였다. 이때 이 모임의 회장으로 젊고 아직 잘 알려져 있지 않았던 덱스터 애비뉴의 침례교회 목사인 마틴 루터 킹 주니어 박사가 선출되었다.

## 버스 보이콧 운동 이후의 생애와 죽음
로자 파크스는 이후 여러 고초를 겪었지만 인권운동의 상징적 인물이 되었다. 백화점에서의 직장을 잃었으며 남편 또한 직장을 그만두어야 하였다. 백인 우월주의 단체인 KKK와 지역 백인들의 위협이 심해짐에 따라, 결국 가족은 고향을 떠나 북부 미시간주 디트로이트시로 이사갔다. 그곳에서 로자는 민권 운동의 대변인 역할을 하며 여러 권익향상 운동을 펼쳤다. 1957년부터는 이 사건을 알리기 위해 각지를 돌며 연설하였다. 재봉사 일을 계속하였으나 1965년에 아프리카계인 미국 하원의원인 존 콘이어가 그녀를 비서로 고용하여 디트로이트의 사무실에서 일하게 하였다. 그녀는 1988년에 은퇴할 때까지 이 일을 계속하였다.
1996년 빌 클린턴 행정부가 민간인에게 수여하는 최고의 훈장인 대통령 자유 훈장을 수여했다.
1992년 자서전인 《로자 파크스: 나의 이야기》(Rosa Parks: My Story)를 짐 해스킨스(Jim Haskins)와 공동 집필하였으며, 1995년에는 회고록인 《조용한 힘 : 나라를 바꾼 여성의 신념, 소망, 심장》(Quiet Strength: The Faith, the Hope, and the Heart of a Woman Who Changed a Nation )을 그레고리 J. 리드(Gregory J. Reed)와 함께 공동 집필했다.
2005년 10월 24일 92세로 디트로이트에서 운명하였다. 그는 31번째로 워싱턴DC 국회의사당이 소재한 캐피톨 힐에 안장되었는데, 여성으로서는 첫 번째이고 흑인으로서는 두 번째 인물이다. 장례식에서는 콘돌리사 라이스 장관이 참석하였는데, 그녀는 로자 파크스가 없었다면 자신이 국무장관이 될 수 없었을 것이라고 말했다. 국회의사당 중앙 홀에서 안치된 유해를 4만 명의 시민 조문객이 방문하여 애도를 표했다. 파크스가 오랫동안 살았던 디트로이트에서 장례식이 거행되던 날, 미국의 모든 공공 기관이 조기를 게양함으로써 그녀를 추모했다.

## 같이 보기
- 짐크로 법
- 아이다 벨 웰스